# 大衛·斯維科特
大衛·斯維科特（英語：David Schweikert；1962年3月3日—）是美國的一位政治人物。自2023年開始，他是亞利桑那州第一國會選區選出的美國眾議院議員，在2013年至2023年，他曾担任亚利桑那州第六国会选区美国众议院议员；他在2011年至2013年曾是亞利桑那州第五國會選區選出的眾議院議員。他的黨籍是共和黨。